# Antoni Krasnowolski
Antoni Krasnowolski (ur. 18 stycznia 1855 w Świeciu, zm. 14 sierpnia 1911 w Warszawie) – polski językoznawca i polonista, filolog klasyczny, pedagog, tłumacz literatury a zwłaszcza prac popularnonaukowych z wielu języków (m.in. niemieckiego, francuskiego i rosyjskiego). 
Był synem Józefa Krasnowolskiego i Konstancji Zawadzińskiej.
Jako pierwszy zajął się badaniem składni polskiej w dziele Systematyczna składnia języka polskiego (1897). Napisał m.in. Słowniczek frazeologiczny. Poradnik dla piszących (1899 i późniejsze wydania), Materiały, plany i wzory do ćwiczeń stylistycznych (1901—1902), Najpospolitsze błędy językowe (1903), Gramatyka łacińska szkolna (1906), a także samouczek do nauki polskiego wydany w języku niemieckim Selbststudium Der Polnischen Sprache przez wyd. Toussaint-Langenscheidt. 
Krasnowolski nie był radykalnym purystą, jednak krytykował – głównie w pracy Najpospolitsze błędy językowe – nadmierne jego zdaniem używanie zapożyczeń, w tym germanizmów, m.in.: banhof, (dworzec), bryftregier (listonosz), forszus (zaliczka), cug (pociąg), feler (błąd). Piętnował kalkowanie wyrazów i zwrotów z języka niemieckiego jak: miarodajny (massgebend), przemówić się (sich versprechen), co ci brakuje? (Was fehlt dir?),  to leży na dłoni (das liegt auf der Hand), suknia dobrze siedzi (das Kleid sitzt gut), proszę o słowo (ich bitte um das Wort)  przepaść w egzaminie (bei einer Prüfung durchfallen), ja za to nie mogę (ich kann nichts dafür), jak stary jesteś? (wie alt bist du?).
Krytykował też rusycyzmy: to jest druga rzecz (zamiast: to jest inna rzecz), dwa lata temu nazad, mieszać komu (przeszkadzać komu), okazać komu przysługę (oddać komu przysługę), proszę ja pana, czy ty jesteś zdrów?, potrzebny dla czego, dążyć dla czego, u mnie jest starsza siostra, u mnie jest ładna książka. Jako kalki z języka francuskiego podawał przykłady typu: mieć miejsce (dziać się, odbywać się). 
Przed śmiercią rozpoczął pracę nad podręcznym Słownikiem staropolskim, ukończonym po jego śmierci przez Władysława Niedźwiedzkiego i wydanym przez Michała Arcta w 2 tomach (1914). Zajmował się dialektami (Słowniczek gwary chełmińskiej, 1879). W dziełach swych dbał o czystość mowy.
Najważniejsze prace przełożone przez Antoniego Krasnowolskiego na j. polski: 
- Uzasadnienie filozofji neosokratycznej H. Gomperza (1900),
- Psychologia D. Merciera (1901),
- Syberja, Ameryka Przyszłości A. Gleinera (1904),
- Estetyka Mieszkania P. Schultze-Naumburga (1904),
- Przeciwieństwa Interesów Klasowych roku 1789 K. Kautsky'ego (1905),
- Ekonomja Społeczna a Etyka F. Jodla (1907),
- Trybuna Ludów Adama Mickiewicza (z francuskiego, 1907),
- Przez Krainę Masajów K. Petersa (1907),
- Życie Jezusa E. Renana (1907),
- Religja, Etyka i Wiedza: ich zatarg w wychowaniu współczesnym F. Buissona (1908),
- Jak znaleźć spokój, A.C. Bracketta (1911),
- Nauka Szczęścia J. Finota (1911),
- Sztuka życia i zagadnienia życia, M. Haushofera (1911).

Jego drugi syn, Józef Krasnowolski, był malarzem związanym z Krakowem.